# Gross Stresow
Gross Stresow (tyska: Groß Stresow) är en liten fiskeby på sydkusten av ön Rügen, idag en stadsdel i staden Putbus. Historiskt är byn känd för slaget vid Stresow, som ägde rum den 15 november 1715 mellan Preussen och Sverige.
Under det stora nordiska kriget (1700–1721) landsatte kung Fredrik Vilhelm I av Preussen trupper vid Gross Stresow. Dessa fördrev de svenska trupperna, som anfördes av kung Karl XII, från Rügen över Strelasund till staden Stralsund, vilken sedan en tid varit belägrad av danskar och preussare. Trots att Preussen hade erövrat Rügen under kriget, så återlämnades denna till Sverige genom freden 1719.